# Faverolles-en-Berry
Faverolles-en-Berry is een plaats en voormalige gemeente in het Franse departement Indre in de regio Centre-Val de Loire en telt 379 inwoners (1999). De plaats maakt deel uit van het arrondissement Châteauroux.

## Geografie
De gemeente heette tot 10 februari 2017 nog kortweg Faverolles. Op 1 januari 2019 fuseerde Faverolles-en-Berry met de gemeente Villentrois tot de gemeente Villentrois-Faverolles-en-Berry. 
De oppervlakte van Faverolles bedraagt 41,1 km², de bevolkingsdichtheid is 9,2 inwoners per km².
De onderstaande kaart toont de ligging van Faverolles-en-Berry met de belangrijkste infrastructuur en aangrenzende gemeenten.

## Demografie
Onderstaande figuur toont het verloop van het inwonertal (bron: INSEE-tellingen).